# João Fernandes de Lima
João Fernandes I de Lima, O Bom (Antes de 1186 - 1245)  foi um nobre  da Galiza e o primeiro da sua família a usar o apelido Lima. Viveu na Galécia localidade do nordeste de Portugal, próxima ao rio Límia, actual rio Lima.

## Primeiros anos
João Fernandes era filho de Fernando Arias, senhor de Lima e Batissela, e de Teresa Bermudes de Trava, filha de Bermudo Peres de Trava, conde de Trastâmara e Urraca Henriques, infanta de Portugal.
Era num dos vários netos de Arias Calvo da Galiza, um senhor da região de Ribadavia que integrou a corte de Afonso VII de Leão entre 1125 e 1151. Também o seu pai não ficava atrás do avô em termos de prestígio de carreira: assumiu vários cargos em Leão, e logrou unir-se a Portugal por casamento com a filha de Bermudo Peres de Trava, irmão do influente Fernão Peres de Trava. Este casamento permitira a seu pai criar laços de fidelidade com Sancho I de Portugal, integrando também a sua corte e a política portuguesa.
É provável que tenha passado uma parte da sua juventude em Portugal, terra de adoção do seu pai, mais concretamente entre 1186 e 1188.

## A política: entre Portugal e a Galiza
Dada a origem galega da família de João Fernandes, seria do mais natural que, à semelhança do seu pai, circulasse bastante entre estes dois reinos, verificando-se, em diferentes momentos, a sua presença nas cortes leonesa e portuguesa.
João Fernandes de Lima I surge com vários cargos no Reino de Leão:, para além das tenências, é Alferes-mor entre 1188 e 1191, mas no ano seguinte já ocupava a Mordomia-mor, que assumiu entre 1192 e 1193, em 1194 e depois novamente em 1204. Em 1219 regressa à alferesia, que retém até ao ano seguinte.
A sua forte ligação à corte leonesa não implicou a sua ausência em Portugal, onde também se dedicou a fortalecer a sua posição, exercendo cargos de destaque. O certo é que desaparece da corte leonesa entre 1195 e 1201, vindo a surgir num documento régio português de 1197 como João Fernandes Galego. Neste mesmo documento surge um seu homónimo, João Fernandes de Riba de Vizela, com o qual por vezes era confundido.
Logo entre 1202 e 1204, nos anos finais do reinado de Sancho I de Portugal, João Fernandes voltou a abandonar a corte portuguesa, à semelhança de Fernão Fernandes de Bragança voltando ao serviço de Afonso IX de Leão.
Em 1204, devido à morte do pai, ausenta-se da vida de corte, para provavelmente repartir os bens com os seus irmãos. Manteria esta ausência ate 1210.

### O testamento de Sancho I
Precisamente no ano anterior, em Portugal, Sancho I mandara lavrar testamento, segundo o qual dava às suas filhas, Mafalda, Teresa e Santa Sancha, respetivamente a posse dos castelos de Montemor-o-Velho, Seia e Alenquer, com as respectivas vilas, termos, alcaidarias e rendimentos. Pouco antes da sua morte em 1211, Sancho I nomeara seus testamenteiros, que não tardaram a descobrir que se teriam de fazer valer os direitos do rei à força: o infante Afonso não concordou com o testamento deixado pelo pai e recusou cumpri-lo.
Vários irmãos do rei abandonaram o reino como Pedro e Fernando, e ainda o bastardo Martim Sanches, sendo que este último vem precisamente refugiar-se na Galiza, onde lhe foi encomendado o governo da região pelo rei, ascendendo ainda a alferes-mor.
Entretanto, João Fernandes aproveitara a situação turbulenta em Portugal e a subsequente intervenção leonesa para se apoderar de várias tenências, assumindo, na Galiza, a posição dos vários nobres portugueses que se opuseram ao novo rei. Assim, assumiu o controlo de tenências como Salamanca, Limia, Trastámara, Monterroso, Toronho, Alhariz, Milmanda, Rueda, Sobroso, Tebra, ou Santa Elena. Esta atividade de usurpação de tenências só viria a terminar com a invasão de Martim Sanches no Minho, incitado provavelmente pelo Arcebispo de Braga, Estêvão Soares da Silva.

### A aproximação a Portugal por via matrimonial
Apesar de parecer estar mais ativo na Galiza, as duas mulheres que desposou eram ambas portuguesas: terá casado (talvez em vida de Sancho I de Portugal) com Berengária Afonso de Baião, filha do influente senhor Afonso Ermiges de Baião, com posses nas margens do rio Douro. Este casamento mostrava uma clara estratégia de proximidade com Portugal, pela aliança com estirpes nobres deste reino. Esta dar-lhe-ia apenas um varão, Fernão, que viria a receber todos os domínios do seu pai.
Terá sido, por volta do conflito sucessório de 1211-23, que João poderá ter desposado pela segunda vez a que fora amante de Sancho I: Maria Pais Ribeira. Esta senhora herdara do rei de Portugal umas propriedades em Vila do Conde, na foz do rio Ave, com os seus filhos (os bastardos régios), onde dificultava a administração do senhor e tenente João Pires da Maia. Dela teve mais três filhos. Convém salientar que, desposando esta rica-dona, João Fernandes passou a ser padrasto dos infantes de Portugal, como Rodrigo Sanches, ou Gil Sanches de Portugal, bastardos que deixariam o seu rasto (diferente) na História de Portugal.

### Depois do conflito
Apesar das suas ações, João Fernandes parece não ter perdido o seu prestígio, ao contrário de outros nobres, como é o caso de Gonçalo Mendes II de Sousa, que o novo rei fez questão de afastar. O senhor galego parece ter conseguido, ainda assim, as boas graças de Afonso II, mantendo algumas tenências durante todo o reinado deste rei (em Neiva, Faria, Valadares, Pena da Rainha e Riba Minho).
Após a morte de Afonso II, o tratado realizado entre o filho de Afonso, Sancho II de Portugal, e as suas tias levou ao regresso de muitos nobres, que, como os Sousas, estavam já presentes na corte no momento do acordo. Esta "pacificação" levou a que João Fernandes ascendesse na corte portuguesa, ocupando, em momentos distintos, a mordomia e a alferesia-mor.

## Morte e posteridade
A última notícia de João Fernandes data de 1245, pelo que assume que terá falecido por volta desse ano. A sua viúva, Maria Pais Ribeira, recolheu-se no Mosteiro de Grijó, de onde já sairia para o túmulo, por volta de 1258.
Os descendentes de João Fernandes (por via agnática todos descendentes do seu filho primogénito Fernão) viriam a continuar a a sua política de aproximação a Portugal.

## Casamento e descendência
Casou pela primeira vez com Berengária Afonso de Baião, filha de Afonso Hermiges de Baião, senhor de Baião e da sua primeira esposa, Teresa Pires I de Bragança. Deste casamento nasceu:
- Fernão Anes de Lima, sucessor do seu pai, casou em 1235 com Teresa Anes da Maia, filha de João Pires da Maia.

Já depois da morte de Sancho I de Portugal, João veio a desposar a sua barregã, Maria Pais Ribeira, A Ribeirinha, filha de Paio Moniz de Ribeira e de Urraca Vasques de Bragança, de quem teve:
- Gonçalo Anes de Lima (f.Granada, 1280), casou-se com Joana Rodrigues de Castro, sem descendência.
- Teresa Anes de Lima, esposa de Mem Garcia de Sousa.
- Maria Anes de Lima,  casou com Afonso Teles, 4.º senhor de Meneses